# Jaintiapur
Jaintiapur är ett underdistrikt i Bangladesh. Det ligger i den nordöstra delen av landet, 230 km nordost om huvudstaden Dhaka.
Trakten runt Jaintiapur består till största delen av jordbruksmark. Runt Jaintiapur är det tätbefolkat, med 459 invånare per kvadratkilometer.